# Biến cố đảo Song Tử Tây
Biến cố đảo Song Tử Tây là chuỗi sự kiện thay cờ đổi chủ trên đảo Song Tử Tây thuộc quần đảo Trường Sa giữa Hải quân Việt Nam Cộng hòa, Hải quân Philippines và Hải quân Việt Nam Dân chủ Cộng hòa.

## Lịch sử ban đầu

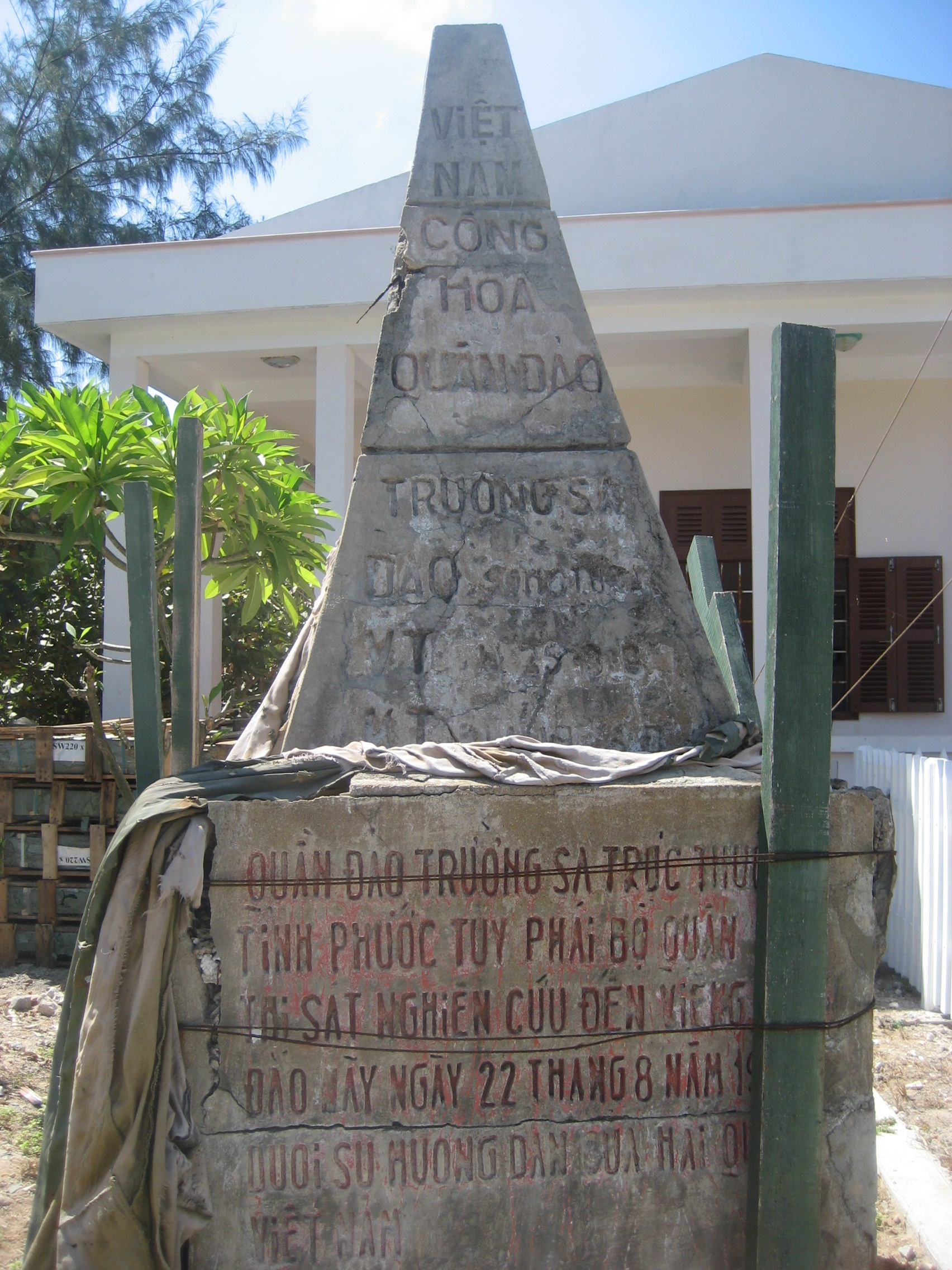
Bia chủ quyền Trường Sa của Việt Nam Cộng hòa dựng 22 tháng 8 năm 1956 tại đảo Song Tử Tây.

Ngày 14 tháng 3 năm 1933, chính quyền Pháp cho đội tàu gồm Malicieuse, tàu pháo Arlete và hai tàu thủy văn Astrobale và de Lanessan ra quần đảo Trường Sa để tổ chức nghi lễ chiếm hữu các đảo chính. Ngày 26 tháng 7, Bộ Ngoại giao Pháp ra thông báo về hành động trên, đồng thời công khai danh sách các đảo chính thuộc Trường Sa mà nước này chiếm hữu, trong đó có nhóm Hai Đảo (tiếng Pháp: Groupe de Deux-Îles), tức cặp đảo Song Tử Đông và Song Tử Tây. Ngày 21 tháng 12 năm 1933, Thống đốc Nam Kỳ J. Krautheimer ký Nghị định số 4702-CP sáp nhập số đảo trên vào địa phận tỉnh Bà Rịa thuộc Liên bang Đông Dương. Tới năm 1956, chính quyền Việt Nam Cộng hòa tiếp thu quyền kiểm soát các đảo, cho xây Bia chủ quyền trên đảo Song Tử Tây và đảo Nam Yết.
Năm 1959, chính phủ Việt Nam Cộng hòa đổi tên các đảo này thành Song Tử và sáp nhập chúng vào tỉnh Phước Tuy. Đến năm 1963, thủy thủ trên các tàu Hương Giang, Chi Lăng và Kỳ Hòa đã xây dựng lại bia chủ quyền Việt Nam Cộng hòa một cách có hệ thống tại một số đảo thuộc Trường Sa, trong đó có đảo Song Tử Đông và Song Tử Tây. Tuy nhiên, Việt Nam Cộng hòa không có quân đội đồn trú trên cặp đảo này.

## Philippines chiếm đảo năm 1970
Năm 1970, tổng thống Philippines Ferdinand Marcos ra lệnh cho một nhóm biệt kích bí mật tiến chiếm đảo Song Tử Tây và Song Tử Đông, trong đó Song Tử Tây họ gọi là Pugad. Đây là một nhiệm vụ bí mật và người chỉ huy chỉ được phép gỡ niêm của lệnh sau một thời điểm thích hợp được quy định trước. Cuộc đánh chiếm không gặp phải sự kháng cự nào, theo ghi nhận trên đảo không có người. Tuy nhiên sau đó quân đội Philippines báo cáo về Tổng hành dinh về sự hiện diện của quân đội chính quyền Việt Nam Cộng hòa ở trên đảo Song Tử Tây, Tổng hành dinh đã ra lệnh là mặc kệ họ. Mấy tháng sau khi Philippines chiếm đảo, sự kiện này mới được các nước khác biết đến.

## Sự kiện tháng 2 năm 1974
Đầu năm 1974, sau khi Hải quân Việt Nam Cộng hòa đánh mất nhóm đảo Lưỡi Liềm của quần đảo Hoàng Sa vào tay Hải quân Trung Quốc sau trận Hải chiến Hoàng Sa, chính quyền Việt Nam Cộng hòa chỉ thị quân đội đến đồn trú một số đảo ở Trường Sa. 
Đầu tháng 2 năm 1974, 120 lính của Hải quân Việt Nam Cộng hòa đã đổ bộ lên 6 hòn đảo ở Trường Sa trong đó có Song Tử Tây.

## Sự kiện tháng 4 năm 1975
Ngày 9 tháng 4 năm 1975, trong lúc các cánh quân lớn trên đất liền của Mặt trận Dân tộc Giải phóng miền Nam Việt Nam bắt đầu tiến công mãnh liệt vào thị xã Xuân Lộc, Tân An (tuyến phòng thủ vòng ngoài của Sài Gòn) thì Bộ Tư lệnh và Sở Chỉ huy Tiền phương của Quân chủng Hải quân Việt Nam Dân chủ Cộng hòa nhận được lệnh của Quân ủy Trung ương giao cho nhiệm vụ tiến đánh đảo Song Tử Tây để mở màn cho việc chiếm quyền kiểm soát quần đảo Trường Sa.
Ngày 10 tháng 4, các tàu 673, 674, 675 của Trung đoàn 125 được điều cấp tốc từ Hải Phòng vào cảng Đà Nẵng. Tàu vừa cập cảng đã lập tức bắt tay vào làm công tác chuẩn bị tiếp tục đi biển. Đội 1 thuộc Trung đoàn 126 Hải quân được giao nhiệm vụ mở đầu chiến dịch đánh chiếm quần đảo Trường Sa với sự phối hợp của một lực lượng đặc công Quân khu 5.
Ngày 11 tháng 4, lực lượng chiến đấu có nhiệm vụ chiếm đảo Song Tử Tây đã rời quân cảng Đà Nẵng. Vào hồi 19 giờ ngày 13 tháng 4, ba tàu chở lực lượng chiến đấu đã đến mục tiêu đúng thời gian quy định. Lúc 4 giờ 15 phút, tàu 673 chở lực lượng chiến đấu tiếp cận đảo còn hai tàu 674, 675 vòng ra án ngữ ở phía bắc và phía nam đảo nhằm sẵn sàng chi viện khi cần thiết.
Vào lúc 1 giờ sáng ngày 14 tháng 4, các phân đội chiến đấu bí mật đổ bộ. Sau hơn hai giờ đồng hồ gặp khó khăn với dòng nước xoáy, với những đợt sóng lớn và những mỏm san hô lởm chởm vây quanh đảo, lực lượng đổ bộ đã bám được mép đảo Song Tử Tây. Đúng 4 giờ 30 phút ngày 14 tháng 4, trận chiến bắt đầu.
Sau ba mươi phút giao tranh, lực lượng Hải quân Việt Nam Dân chủ Cộng hòa đã làm chủ được trận địa. Đến 5 giờ sáng ngày 14 tháng 4 năm 1975, toàn bộ quân đồn trú còn lại của Việt Nam Cộng hòa ra đầu hàng. Phía Philippines cho biết một số binh lính Việt Nam Cộng hòa đã bơi sang đảo Song Tử Đông do họ kiểm soát để tránh bị Hải quân Việt Nam Dân chủ Cộng hòa bắt giữ.
Mất đảo Song Tử Tây, hệ thống phòng thủ của Việt Nam Cộng hòa trên quần đảo Trường Sa bị đe dọa. Họ vội điều tàu tuần dương HQ-16 và tàu đổ bộ cỡ lớn HQ-402 từ Vũng Tàu ra với ý định phản kích chiếm lại đảo, nhưng trước sự bố phòng chặt chẽ của Hải quân Việt Nam Dân chủ Cộng hòa cùng những thất bại nặng nề dồn dập trên khắp các chiến trường, đặc biệt là tin tuyến phòng thủ Phan Rang bị vỡ, đã khiến họ không tiến đánh nữa mà cho tàu quay sang tăng cường phòng thủ cho đảo Nam Yết - trung tâm chỉ huy của Việt Nam Cộng hòa ở quần đảo Trường Sa.
Kể từ ngày đó đến nay, đảo Song Tử Tây tiếp tục nằm dưới sự kiểm soát của Việt Nam, còn Song Tử Đông chỉ cách đó 1,5 hải lý (2,8 km) vẫn nằm dưới sự kiểm soát của Philippines.